# Ляхова, Юлия Владимировна
Ю́лия Влади́мировна Ля́хова (род. 8 июля 1977, Москва) — российская легкоатлетка, специалистка по прыжкам в высоту. Выступала за сборную России по лёгкой атлетике во второй половине 1990-х — начале 2000-х годов, чемпионка мира среди юниоров, победительница молодёжного европейского первенства, обладательница серебряной медали Игр доброй воли в Нью-Йорке, чемпионка и призёрка первенств национального значения, участница летних Олимпийских игр в Атланте. Представляла Москву.

## Биография
Юлия Ляхова родилась 8 июля 1977 года в Москве. Происходит из семьи с богатыми спортивными традициями, её отец Владимир Ляхов и дед Сергей Ляхов — известные в СССР легкоатлеты, старший брат Сергей Ляхов так же добился больших успехов в лёгкой атлетике.
Начала заниматься лёгкой атлетикой в 1990 году, проходила подготовку под руководством своей матери Галины Никаноровны Филатовой, заслуженного тренера России. Тренировалась в культурно-спортивном комплексе «Луч» в Москве, выступала за Профсоюзы.
Впервые заявила о себе в прыжках в высоту на международном уровне в сезоне 1995 года, когда вошла в состав российской национальной сборной и побывала на юниорском европейском первенстве в Ньиредьхазе, откуда привезла награду серебряного достоинства.
В 1996 году одержала победу на юниорском мировом первенстве в Сиднее, стала бронзовой призёркой на взрослом чемпионате России в Санкт-Петербурге. Благодаря череде удачных выступлений удостоилась права защищать честь страны на Олимпийских играх в Атланте — в программе прыжков в высоту показала результат 1,85 метра, не сумев преодолеть предварительный квалификационный этап.
После атлантской Олимпиады Ляхова осталась в составе российской национальной сборной и продолжила принимать участие в крупнейших международных стартах. Так, в 1997 году она стала серебряной призёркой на зимнем чемпионате России в Волгограде, заняла девятое место на чемпионате мира в помещении в Париже, победила на молодёжном европейском первенстве в Турку, стала четвёртой на чемпионате мира в Афинах. Также в этом сезоне на соревнованиях в Фукуоке установила свой личный рекорд в прыжках в высоту — 1,99 метра.
В 1998 году взяла бронзу на зимнем чемпионате России в Москве, показала двенадцатый результат на чемпионате Европы в помещении в Валенсии, была третьей на летнем чемпионате России в Москве и двенадцатой на чемпионате Европы в Будапеште. Завоевала серебряную медаль на Играх доброй воли в Нью-Йорке, уступив здесь только американке Тише Уоллер.
В 1999 году на зимнем чемпионате России в Москве добавила в послужной список бронзовую награду, тогда как на последовавшем чемпионате мира в помещении в Маэбаси стала шестой.
В 2000 году заняла второе место на Кубке Европы в Гейтсхеде, тем самым помогла своим соотечественницам выиграть общий командный зачёт.
В 2001 году победила на зимнем чемпионате России в Москве, затем показала двенадцатый результат на чемпионате мира в помещении в Лиссабоне.

## Результаты

### Соревнования
| Год  | Соревнования            | Город  | Дата          | Результат | Место | Видео |
| ---- | ----------------------- | ------ | ------------- | --------- | ----- | ----- |
| 1999 | Чемпионат (в помещении) | Москва | 18—19 февраля | 1,94 м    | III   |       |
| 2001 | Чемпионат (в помещении) | Москва | 16—18 февраля | 1,96 м    | I     |       |